# 별우조타령
별우조타령(別羽調打令)은 삼현육각(피리 2·대금·장구·북)으로 연주하는 행악의 하나이다. <영산회상> 중에서 타령과 관련이 있는 음악이다. 일명 '삼현타령'이라고도 불리고, 금전락(金殿樂)이라고도 불린다. 취타·길군악·길타령에 이어서 연주된다. 장단은 타령장단이다.